# Bogdan Vintilă
Bogdan Argeș Vintilă (n. 27 februarie 1972, București, România) este un antrenor român de fotbal. În cariera de jucător, a evoluat pe postul de portar. În 2002 jucat de 5 ori în naționala României. În noiembrie 2014 a devenit selecționer al reprezentativei U17 a României. După un an cu această echipă, a început să antreneze nou-promovata în prima ligă FC Voluntari, după care a antrenat echipa de juniori FC Player.